# Heli Holland EC130-ongeval
Het ongeluk met de Heli Holland EC130 vond plaats op 27 juni 2010 in Nederland. Een Eurocopter EC-130 (registratie PH-ECJ) van Heli Holland stortte neer op de Maasvlakte nabij Rotterdam.
Aan boord waren vijf inzittenden, onder wie drie fotografen, een medewerker van het Havenbedrijf Rotterdam en de piloot. De enige overlevende was een fotograaf van het ANP. De helikopter was ingehuurd door het Havenbedrijf Rotterdam om opnames te maken van de Tour du Port, een tocht voor wielerliefhebbers aan de vooravond van de start van de Ronde van Frankrijk 2010.